# عقرب سوطي شنهغني
عقرب سوطي شنهغني (الاسم العلمي: Thelyphonus schnehagenii) هو نوع من العنكبوتيات يتبع جنس العقرب السوطي من الفصيلة العقارب السوطية.